# Porcellio despaxi
Porcellio despaxi es una especie de crustáceo isópodo terrestre de la familia Porcellionidae.

## Distribución geográfica
Son endémicos del norte de la España peninsular.